# Trichordestra meodana
Trichordestra meodana là một loài bướm đêm trong họ Noctuidae.